# District de Krujë

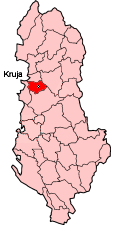

Le district de Krujë est un des 36 districts d'Albanie. Il a une superficie de 372 km2 et une population de 75 000 habitants. Le district dépend de la préfecture de Durrës.
Il est mitoyen des districts albanais de Kurbin, Lezhë, Mirditë, Mat, Tirana.